# Jamie Blackley
Jamie Alexander Blackley (Douglas, 8 luglio 1991) è un attore britannico.

## Carriera
Il primo successo di Blackley come attore teatrale è all'età di 17 anni, quando entra a far parte del cast principale di Spring Awakening, la versione britannica dell'acclamato e controverso musical americano. In televisione recita in numerose serie interpretando ruoli secondari, alcuni dei quali relativamente popolari come Matt nella prima stagione di Misfits e Raphael ne I Borgia al fianco di Holliday Grainger (con la quale viene fotografato per Teen Vogue).
A livello cinematografico Blackley compare in film anche molto pubblicizzati come London Boulevard, Biancaneve e il cacciatore e Il quinto potere. Nel 2012 interpreta personaggi principali nei film Vynil, commedia britannica sulla vita del cantante Mike Peters, e And While We Were Here, una storia d'amore girata a Ischia presentata in anteprima mondiale al Tribeca Film Festival.
Con il film Uwantme2killhim?, Blackley nel 2013 vince insieme alla co-star Toby Regbo il premio come Migliore interpretazione in un film britannico all'Edinburgh International Film Festival. Il thriller racconta eventi drammatici realmente accaduti a due studenti inglesi frequentatori di chat online.
Successivamente accresce la sua popolarità recitando da protagonista in Resta anche domani, adattamento cinematografico dall'omonimo best seller della scrittrice statunitense Gayle Forman. Nel 2015 recita nel film di Woody Allen Irrational Man.

## Filmografia

### Attore

#### Cinema
- Prowl, regia di Patrik Syversen (2010)
- London Boulevard, regia di William Monahan (2010)
- Checkpoint, regia di Rob Petit - cortometraggio (2012)
- And While We Were Here, regia di Kat Coiro (2012)
- Vynil, regia di Sara Sugarman (2012)
- Biancaneve e il cacciatore (Snow White and the Huntsman), regia di Rupert Sanders (2012)
- We Are the Freaks, regia di Justin Edgar (2013)
- uwantme2killhim?, regia di Andrew Douglas (2013)
- Il quinto potere (The Fifth Estate), regia di Bill Condon (2013)
- Resta anche domani (If I Stay), regia di R. J. Cutler (2014)
- Dregs, regia di Richard Rudy e Stephen Scott-Hayward - cortometraggio (2014)
- Irrational Man, regia di Woody Allen (2015)
- Kids in Love, regia di Chris Foggin (2016)
- Unexpected Item, regia di Stephen Gallacher - cortometraggio (2018)
- Slaughterhouse spacca (Slaughterhouse Rulez), regia di Crispian Mills (2018)
- Greed - Fame di soldi (Greed), regia di Michael Winterbottom (2019)

#### Televisione
- Apparitions, regia di Joe Ahearne e John Strickland – miniserie TV, 1 episodio (2008)
- Myths – serie TV, 1 episodio (2009)
- Casualty – serie TV, 1 episodio (2009)
- Doctors – serial TV, 1 episodio (2009)
- Misfits – serie TV, 2 episodi (2009)
- Shelfstackers – serie TV, 1 episodio (2010)
- L'ispettore Barnaby (Midsomer Murders) – serie TV, episodio 14x07 (2011)
- Il giovane ispettore Morse (Endeavour) – serie TV, episodio 1x00 (2012)
- I Borgia (The Borgias) – serie TV, 1 episodio (2013)
- The Halcyon – serie TV, 7 episodi (2017)
- Traitors – serie TV, 5 episodi (2019)
- Catch-22, regia di George Clooney, Grant Heslov ed Ellen Kuras – miniserie TV, 1 episodio (2019)
- The Last Kingdom – serie TV, 8 episodi (2020)
- Becoming Elizabeth – serie TV, 7 episodi (2022)

### Doppiatore
- Vampyr – videogioco (2018)
- GreedFall – videogioco (2019)

## Teatro
- Spring Awakening (Londra, 2009)
- Backbeat - Tutti hanno bisogno di amore (Glasgow, 2010)

## Premi e candidature
| Anno | Evento                                | Film             | Categoria                                                             | Risultato       |
| ---- | ------------------------------------- | ---------------- | --------------------------------------------------------------------- | --------------- |
| 2013 | Edinburgh International Film Festival | Uwantme2killhim? | Migliore Performance in un film britannico (condiviso con Toby Regbo) | Vincitore/trice |

## Doppiatori italiani
Nelle versioni in italiano delle opere in cui ha recitato, Jamie Blackley è stato doppiato da:
- Flavio Aquilone in Resta anche domani, The Halcyon
- Emiliano Coltorti in Irrational Man
- Manuel Meli in Becoming Elizabeth